# Reptazione
La reptazione discendente, o più comunemente soltanto reptazione (in inglese creep o creeping), è una lenta progressione di roccia e suolo lungo un pendio di modesta pendenza; può anche essere riferita alla lenta deformazione di tali materiali in conseguenza della pressione e tensione prolungate. Quando invece, al posto di suolo e roccia, abbiamo ghiaccio e neve, il fenomeno viene definito reptazione crionivale o neviflusso  (in inglese frost creep). Simile alla reptazione è la soliflussione che accade però in ambienti periglaciali dove sono i sedimenti superficiali saturi d'acqua a muoversi lentamente lungo il pendio, al disopra di rocce impermeabili. La reptazione potrebbe sembrare a un osservatore continua, ma in realtà è la somma di numerosi piccoli e distinti movimenti del materiale lungo il pendio dovuti alla forza di gravità. In questo caso, l'attrito è la forza principale che resiste alla gravità, prodotto quando un corpo materiale scivola rispetto a un altro. Come la pendenza del versante aumenta, la forza gravitazionale perpendicolare al pendio diminuisce facendo sì che vi sia meno attrito tra i materiali che in questo modo possono scivolare sempre più agevolmente e velocemente lungo il pendio. 

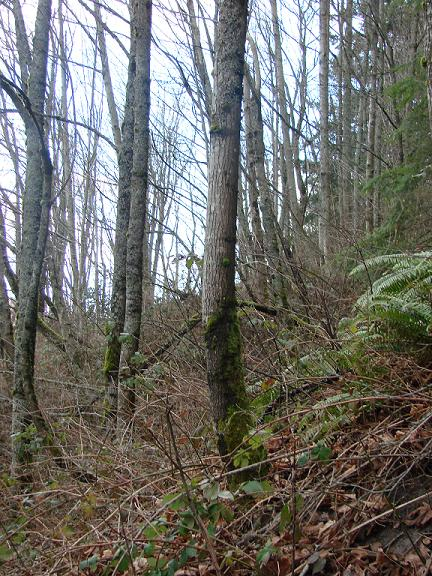
Alberi che mostrano l'effetto della reptazione.

## Caratteristiche
La velocità del materiale che striscia lungo il declivio dipende:
- dall'inclinazione (gradiente) del pendio,
- dall'assorbimento d'acqua e dalla sua quantità
- dall'alternanza di condizioni di umidità e siccità
- dall'alternanza di condizioni di gelo e disgelo
- dalle variazioni termiche
- dal tipo di sedimento e materiale
- dalla vegetazione
- dall'intervento dell'uomo (arature, costruzioni, ecc...)
- da altri fattori...
Il tasso di reptazione prenderà in considerazione tutti questi fattori per decidere se il fianco della collina avanzerà (e in che misura) o no verso valle. La reptazione è inoltre responsabile delle forme arrotondate dei versanti collinari.
L'acqua è un fattore importante per la deformazione e il movimento del suolo. Per esempio, un castello di sabbia resterà in piedi soltanto se esso è fatto di sabbia umida. L'acqua dà coesione alla sabbia tenendo unite insieme le sue particelle.  Tuttavia, versandovi sopra dell'acqua il castello si distrugge.  Ciò si verifica perché la presenza di troppa acqua imbibisce i pori tra i granuli creando un piano di slittamento fra di essi e, non offrendo più nessuna coesione, li fa scivolare via. Questo vale sia per il fianco collinare che per la reptazione. La presenza di acqua può aiutare a tenere fermo il fianco della collina dandogli coesione ma, in un ambiente molto umido, o durante o dopo una grande quantità di precipitazioni, i pori tra i granuli si saturano d'acqua e fanno così scivolare il terreno lungo il suo piano di scorrimento.
La reptazione può anche essere causata dall'espansione di alcuni materiali quando vengono ad essere imbibiti d'acqua, come l'argilla, che si espande quando assorbe acqua e si contrae asciugandosi.
Anche la vegetazione gioca un ruolo nella stabilità del pendio e nella reptazione.  Quando su un fianco collinare vi sono molti alberi, felci e boscaglie le loro radici creano una rete interdipendente che può compattare il materiale incoerente o non consolidato. Inoltre l'eccesso di acqua nel terreno viene assorbito contribuendo a mantenerlo stabile lungo il pendio. Tuttavia, la vegetazione aggiunge ulteriore peso dando una gravità molto maggiore della forza che tende a spingere in giù lungo il pendio. In generale, comunque, i suoli acclivi privi di vegetazione hanno una maggiore possibilità di movimento.

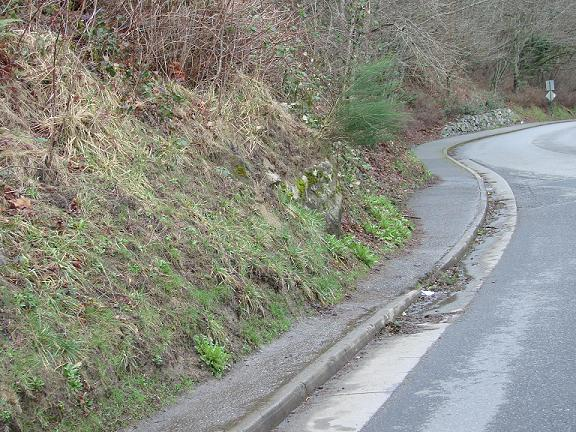
Reptazione su di un marciapiede.

A volte i progettisti hanno necessità di premunirsi contro la reptazione discendente progettando una palificazione impiantata abbastanza in profondità in modo da prevenire l'indebolimento delle fondazioni degli edifici.

## Modello di diffusione della regolite
Per pendii con basso grado di acclività, il flusso di sedimento diffusionale è modellato linearmente come 
{\displaystyle q_{s}=k_{d}S}
dove {\displaystyle k_{d}} è la costante di diffusione, e {\displaystyle S} l'inclinazione. Per pendii con un forte grado di acclività, il flusso di sedimenti diffusionale è più appropriatamente modellato come una funzione non lineare dell'inclinazione )
{\displaystyle q_{s}={\frac {k_{d}S}{1-(S/S_{c})^{2}}}}
dove {\displaystyle S_{c}} è il gradiente critico per lo scorrimento del suolo secco.